# José de Espiga
José de Espiga y Gadea (Palenzuela, 1758 - Tierra de Campos, 1824), fue un clérigo, jurista y político liberal español.

## Biografía
Ejerció como archidiácono en Benasque y como canónigo en la catedral de Lérida y en la iglesia de San Isidro de Madrid. Fue capellán de honor del rey Carlos IV y auditor del Tribunal de la Rota (1800). De orientación regalista y jansenista, se le considera el autor intelectual del decreto de Urquijo (1799) que dejaba en manos del rey la elección y confirmación de obispos, y en éstos la mayor parte de las competencias papales. Como consecuencia de este asunto fue apartado de la Corte y volvió a Lérida.
Instalado en Barcelona al inicio de la Guerra de Independencia (1808), participó en una conspiración antifrancesa contra el general Guillaume Philibert Duhesme. Fue vocal por Lérida en la Junta Suprema de Cataluña y en 1810 fue elegido diputado por el Principado de Cataluña en las Cortes de Cádiz.
En Cádiz formó parte de la comisión de doce diputados que redactó el borrador de la Constitución de 1812. Se destacó por su apoyo a las posiciones liberales de Agustín Argüelles; caracterizándose por su impaciencia:

Si continuamos en discutir la Constitución tan prolija y ridículamente, no acabaremos en muchos meses lo que tanta inquietud espera la nación.

Votó a favor de la supresión de la Inquisición. Junto con Andrés Jáuregui (diputado por La Habana) elaboró el decreto para la formación de los nuevos ayuntamientos (1811). Se enfrentó tanto con los diputados americanos como con otros diputados catalanes (Ramón Lázaro de Dou y Felip Aner d'Esteve) por sus propuestas territoriales uniformistas.
Volvió a ser elegido diputado en 1813; y tras el paréntesis del sexenio absolutista, en 1820, fue el primer presidente de las Cortes del Trienio Liberal.
Fue nombrado arzobispo de Sevilla (1820-1822), cargo en el que no fue reconocido por la Santa Sede. En 1823 fue elegido miembro de la Real Academia de Ciencias Morales y Políticas.
Evolucionó a posiciones más moderadas, especialmente en cuestiones religiosas.